# Mauro Nardini
Mauro Nardini (Massa, 19 febbraio 1964) è un allenatore di calcio ed ex calciatore italiano, di ruolo centrocampista.

## Carriera

### Giocatore
Nardini cresce nel Romagnano, squadra della città natale, con cui inizia a calcare i campi non professionistici italiani come nell'avventura con la Sarzanese (dal 1983 al 1985).
L'esordio tra i professionisti avviene col Pontedera in Serie C2, cui seguono due stagioni con la SPAL in Serie C1. Da qui approda nel campionato cadetto con la maglia del Barletta dove rimane per due anni.

Il successivo salto di categoria avviene nel 1990 col passaggio in Serie A al Cagliari, dove ottiene in due campionati altrettante salvezze. Sceso di categoria con la Fidelis Andria ottiene anche qui una salvezza, prima di passare al Venezia (due stagioni e mezza in B), alla Pistoiese (retrocessione in Serie C1 la prima stagione), Livorno (promozione in Serie C1 nello scorcio di stagione nel quale approda alla società toscana) e Modena (in Serie C1) dove termina carriera tra i professionisti.
Nel 1999 passa alla Sestrese in Serie D e, dopo aver vestito la maglia del Sant'Angelo e nuovamente quella della Sarzanese, nel 2002 conclude la carriera da calciatore nel Camaiore, in Eccellenza.

### Allenatore
Dopo un'esperienza da vice nel Brescello, ottiene il ruolo di allenatore della Berretti nella maggiore formazione della città natia, la Massese.
Nella stagione 2012-13 ha allenato il Romagnano in Prima Categoria Toscana, perdendo la Finale Play-off contro il Lunigiana
Nell'estate 2017 viene ingaggiato dalla Carrarese come allenatore della squadra Berretti. Dall'estate 2018 sempre per la società apuana svolge il ruolo di Collaboratore Tecnico Prima Squadra.